# Sabine Schöne
Sabine Schöne aussi connue sous son nom de mariage Sabine Tillmann, née le 27 janvier 1974 à Munich, est une joueuse professionnelle de squash allemande. Elle atteint, en novembre 1997, la sixième place mondiale sur le circuit international, son meilleur classement. Elle est championne d'Allemagne à 17 reprises, sans interruption de 1988 à 2004.

## Biographie
Née le 27 janvier 1974 à Munich, Sabine Schöne commence le squash à l'âge de six ans avec son frère Thomas.
À l'âge de 9 ans, elle devient championne d'Allemagne des U12 et demeure championne d'Allemagne pendant 10 ans jusqu'à un titre des U19. À 14 ans, elle gagne son premier titre senior et le conserve jusqu'à sa retraite sportive soit 17 ans d'affilée.
Après sa scolarité en 1990, elle entame une carrière professionnelle et devient championne d'Europe junior en 1992. En 2001, elle prend sa retraite internationale après plus de 8 années dans le top 10 mondial.
En janvier 2003, elle tient un hôtel avec ses parents à proximité du nouveau parc des expositions de Munich et en juillet 2010, elle ouvre un grand café à Moosburg an der Isar.

## Palmarès

### Titres
- Championnats d'Allemagne : 17 titres (1988-2004)
- Championnats d'Europe junior : 1992

### Finales
- Monte-Carlo Squash Classic : 1998
- Championnats d'Europe: 1992
- Championnats du monde junior : 1991
- Championnats d'Europe par équipes : 7 finales (1992, 1994, 1996-2000)